# Залізничний плуг

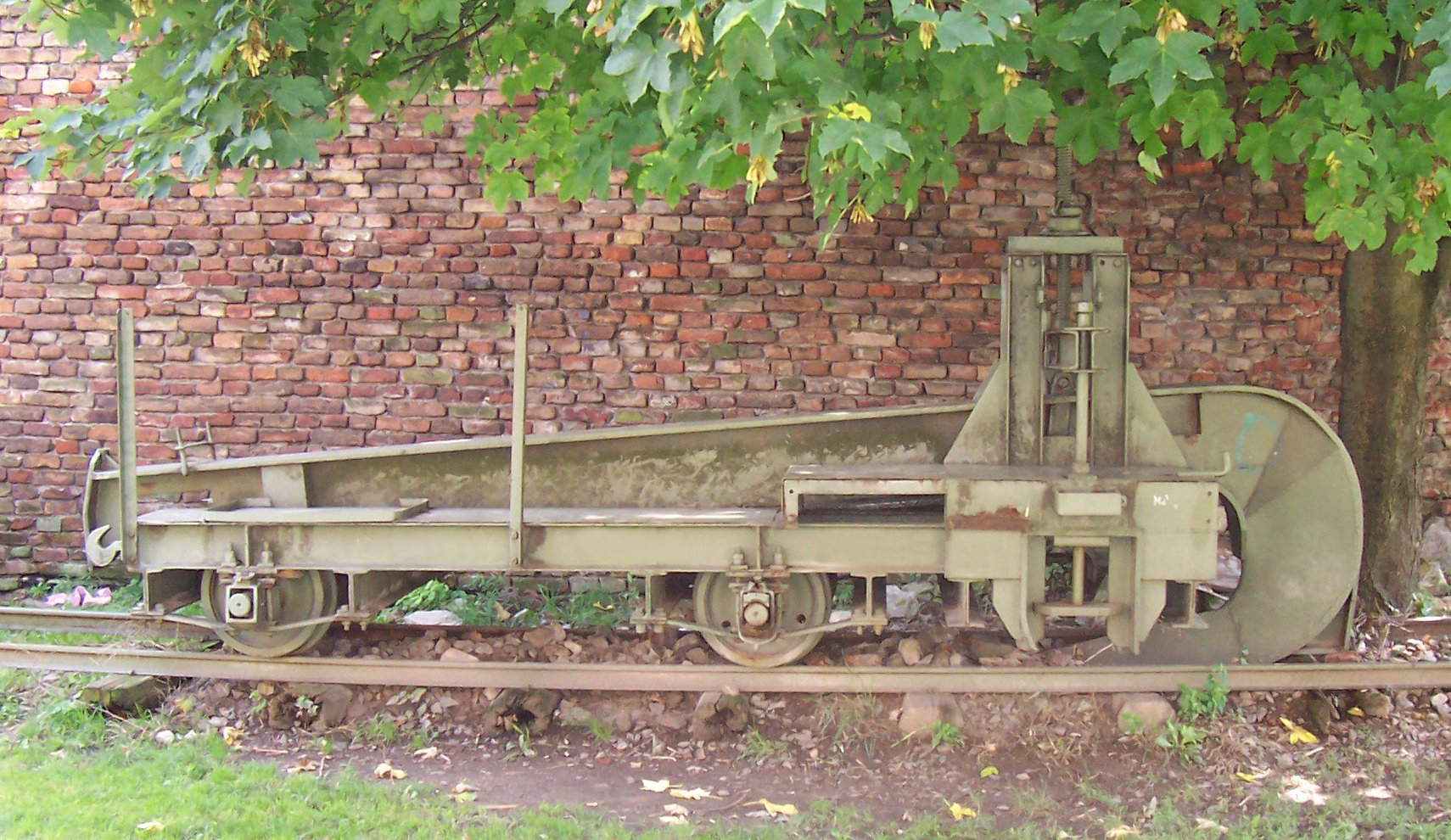
Залізничний плуг з Військового музею в Белграді. Гак можна підняти для перевезення плугу та опустити для руйнування колії.

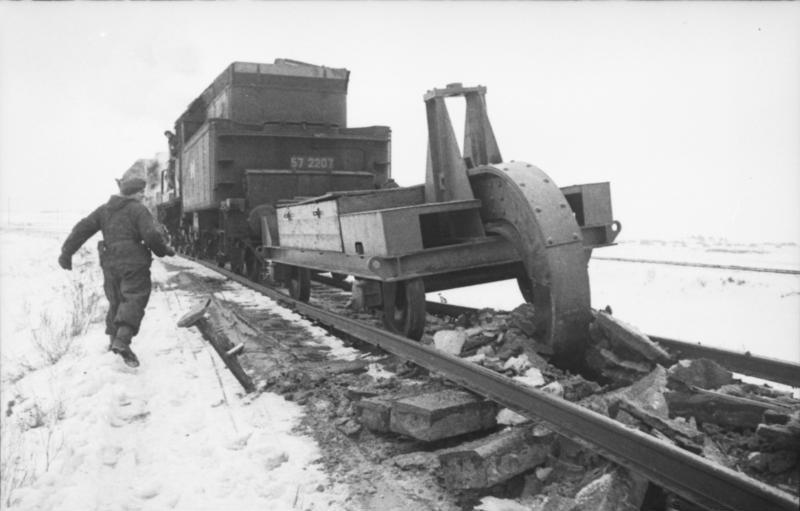
Плуг в дії.

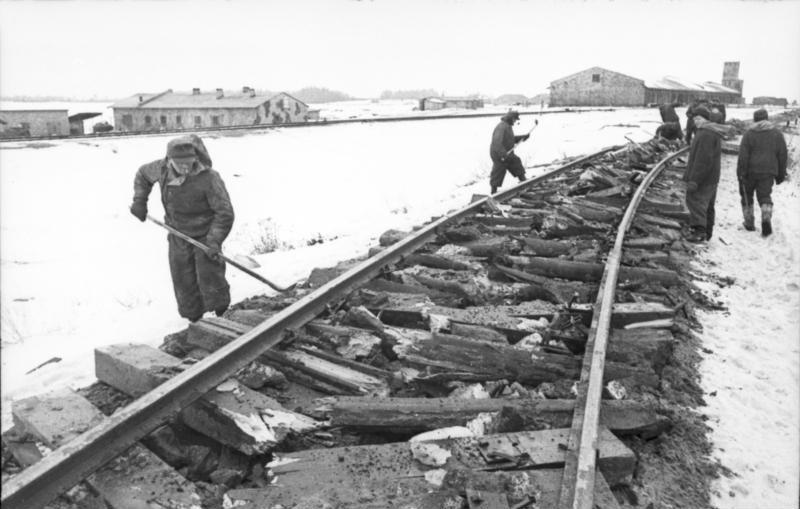
Колія, зруйнована залізничним плугом.

Залізни́чний плуг, відомий також як шпалорубка (нім. Schienenwolf), або шпаловий плуг (нім. Schwellenpflug) — це гакоподібний ріжучий пристрій, що кріпиться позаду залізничного потяга для руйнування шпал залізничних колій під час війни згідно з тактикою спаленої землі, щоб зробити їх непридатними до використовування противником.
У дії, плуг опускають на середину колії та тягнуть локомотивом. Внаслідок цього шпали ламаються, що призводить до відхилення сталевих рейок від правильного розміщення. Мости та сигнальне обладнання також зазнають значних ушкоджень.

## Друга світова війна
Залізничні плуги використовували в чехословацькій армії у 1938 році та в німецькій армії під час відступу на північ через Італію і на захід від східного фронту після 1943 року.

## Збережені екземпляри
| Розташування                                    | Зображення | Опис                                          |
| ----------------------------------------------- | ---------- | --------------------------------------------- |
| Військовий музей у Белграді                     |            | Плуг на постійній зовнішній виставці.         |
| Історичний музей Боснії і Герцеговини в Сараєво |            | Плуг виставлено перед музеєм.                 |
| Музей армійського транспорту в Беверлі          |            | Німецький зразок часів Другої світової війни. |